# 富士彩色沖印

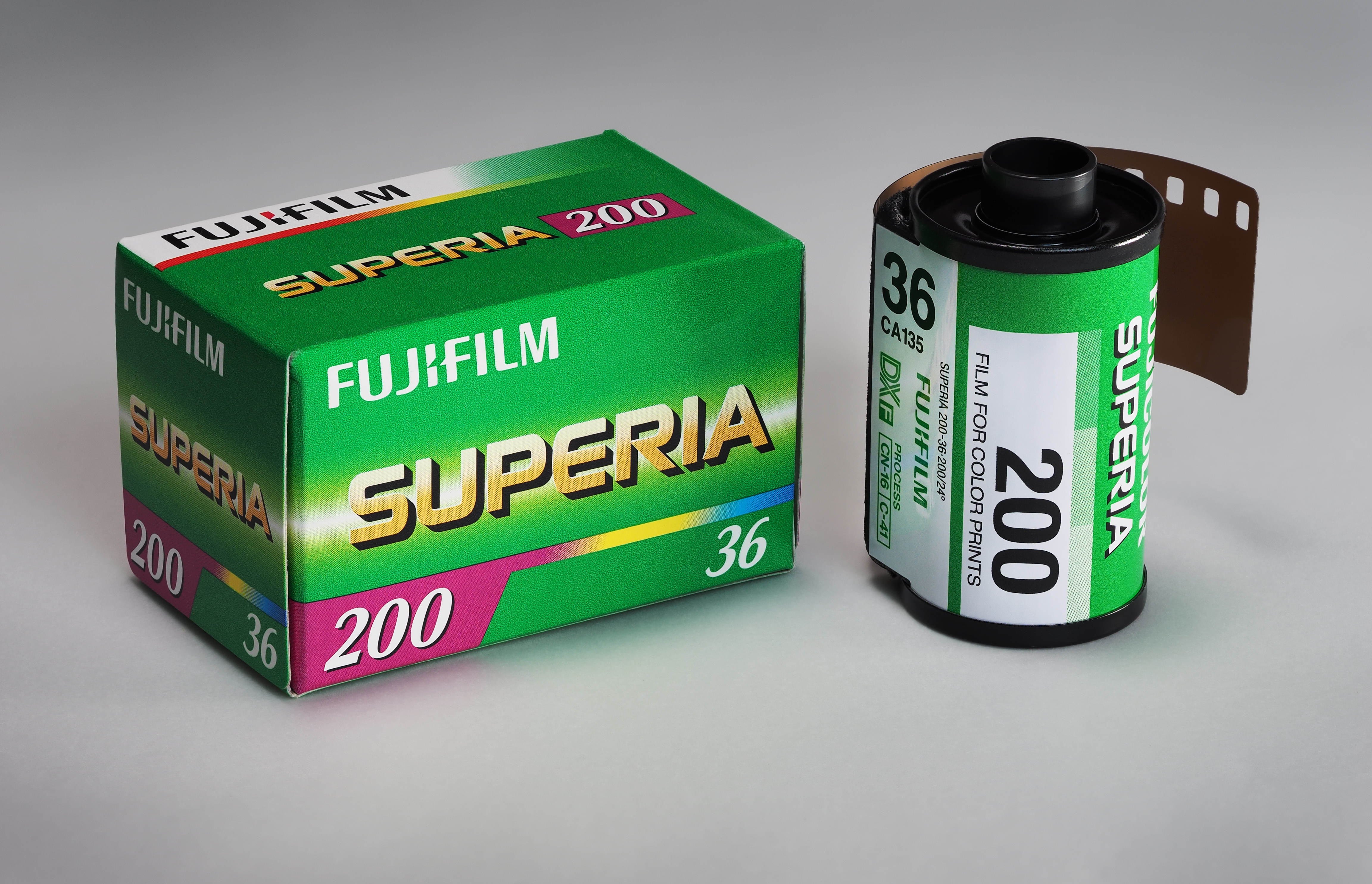

富士彩色沖印是臺灣地區加盟日本富士軟片股份有限公司的富士沖印體系的統稱，簡稱為「富士彩色」或「富士數位」；在香港透過中港照相屬下連鎖店「快圖美」及其他沖曬店推出名為「富士FDI（魔術手）數碼激光沖印服務」，使用「Frontier」數位沖印設備。

## 富士彩色在臺灣
臺灣區總代理商為恆昶，於民國三十九年起，取得日本富士軟片公司全系列產品臺灣區總代理，後來又引進富士數位相機「FinePix系列」專業及輕便型相機及富士FDI數位影像沖印店及Frontier沖印設備。

## 富士彩色在香港
中港照相與日本富士為長久的業務夥伴，自1968年以來一直為富士產品於香港及澳門的唯一認可經銷商。

## 相關連結
- 恆昶實業股份有限公司 （页面存档备份，存于）
- 香港富士攝影器材有限公司 （页面存档备份，存于）